# Művagina
A művagina a női hüvelyt utánzó szexuális segédeszköz. Egyéb orvosi célra is léteznek művaginák.

## Szexuális segédeszközként
A művagina a férfiak önkielégítéséhez használható szexuális segédeszköz. A rugalmas, puha, a bőrt utánzó anyagból készült szexuális eszköz kialakítása olyan, hogy a belehelyezett merev hímvessző számára a közösülés során fellépő ingerlést biztosítja. Használata ugyanúgy történik, mint a normál közösülés, a belehelyezett hímvesszőt a közösülő mozgással kell ki-be húzogatni. Az ingerlés fokozására gyakran vibrátorral szerelik fel a művaginát. A vibrátoros művaginákhoz többnyire kivehető vibráló tojást alkalmaznak, melyet a művagina végébe lehet behelyezni.
A művaginák kialakítása lehet élethű, amikor a női nemi szerv teljes felépítését és külső megjelenését utánozza. Ilyen esetben a hüvelybemenetnél a kis- és nagyajkak is megtalálhatók, egyes típusokat még szeméremszőrzettel is ellátnak. A realisztikus, valósághű eszközök között külön kategóriát képeznek az egy-egy híres pornószínésznő nemi szervéről mintázott művaginák.
Léteznek inkább funkcionális, kevésbé realisztikus művaginák is. A hüvely belső kiképzése redős vagy rücskös, mely az eredetit utánozva erősebb ingerlést biztosít a hímvesszőnek. Tekintettel arra, hogy a női hüvely természetes nedvessége a művagináknál nincs meg, használatukhoz minden esetben síkosító szükséges.
További kiegészítő eszköz lehet a művaginákban a pumpa, mellyel a női hüvely szorítása imitálható.
A művaginákat olyan anyagokból gyártják, melyek leginkább utánozzák az emberi bőrt. A legrégebbi művaginák latexből, lágy műanyagból (pl. PVC-ből), esetleg gumiból készültek. A legutóbbi időkben a PVC és szilikon keverékéből készülő Cyberskin a legnépszerűbb anyag.
Utazáshoz kisebb méretben is gyártják őket. De léteznek szintén utazáshoz ajánlott, egyszer használatos művaginák is. Utóbbi egy folyadékkal (pl. vízzel) feltölthető tasak, mely használat után eldobható, kialakításában inkább csak funkcionálisan utánozza a női hüvelyt.
A művaginák egy része, pl. a Cyberskinből készülő eszközök is, porózusak, ezért használat után fontos a megfelelő tisztítás, esetleg fertőtlenítés.

## Egyéb alkalmazása
Állatok mesterséges megtermékenyítéséhez szükséges ondó összegyűjtésére is széleskörűen használnak speciális művaginát. Ezeknél a hüvelyt mintázó csőben általában egy steril zacskót helyeznek el, amely felfogja az állat ondóját. A normál testhőmérséklet imitálására gyakran meleg vízzel feltölthető.

## Külső hivatkozások
- Vizes alapú művagina - Tabu, 2007. július 30.
- Szexuális segédeszköz.lap.hu - linkgyűjtemény